# ポリュムニアー

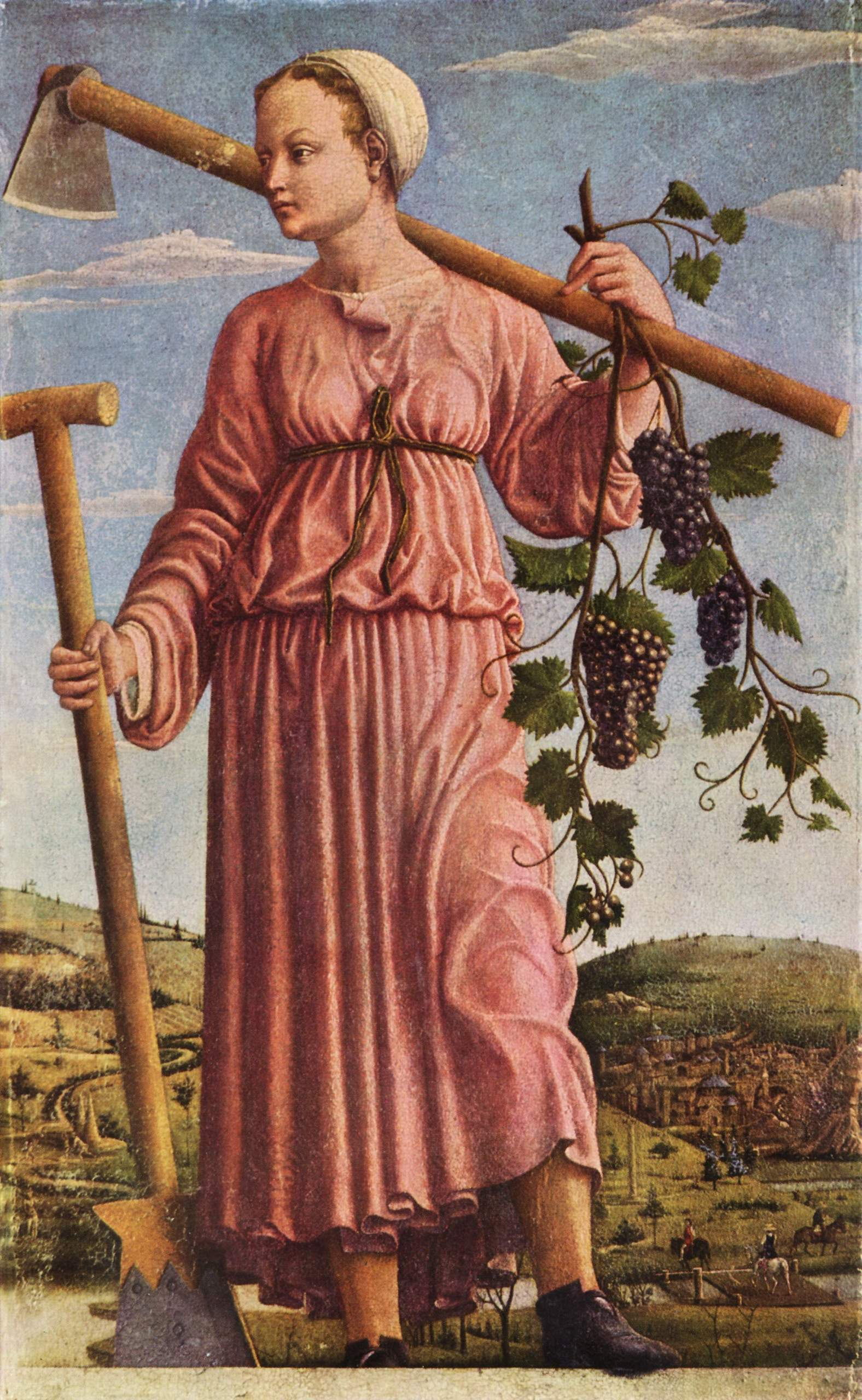
フランチェスコ・デル・コッサによるポリュムニアー（1455-1460）

ポリュムニアー（古希: Πολυμνία、古代ギリシア語ラテン翻字: Polumníā）あるいはポリュヒュムニアー（古希: Πολυυμνία、古代ギリシア語ラテン翻字: Poluumníā）は、ギリシア神話の女神である。長母音を省略してポリュムニア、ポリュヒュムニアとも表記される。
ムーサの1人で、讃歌と雄弁を司る。名前は「多くの歌」を意味する。
ゼウスとムネーモシュネーの娘で、カリオペー、クレイオー、メルポメネー、エウテルペー、エラトー、テルプシコラー、ウーラニアー、タレイアと姉妹。
トリプトレモス、エロース、オルペウスの母とされることがある。
たいへんに厳格な女性で、憂いに沈み、瞑想にふける。指を口にあて、長い外套とベールを身に付け、ひじを柱にもたれた姿で描かれる。この女神は、不朽の名声を得る作品を書いた作家に名声を運んでくる。しばしば、幾何学、修辞学、瞑想、農業を司る神とも見なされる。

## ギャラリー

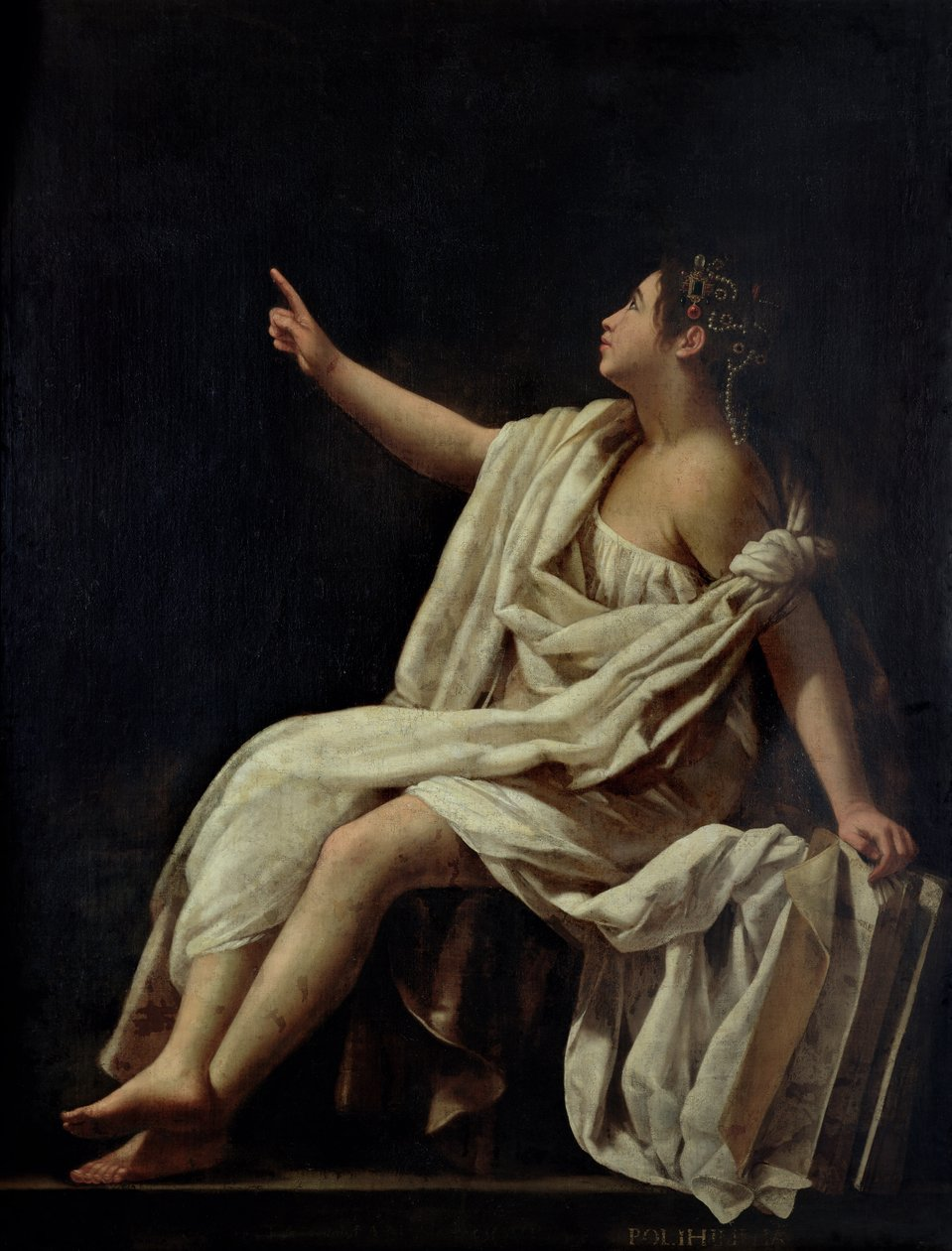
ジョヴァンニ・バリオーネ『ポリュムニアー、讃歌を司るムーサ』（1620年） アラス美術館所蔵
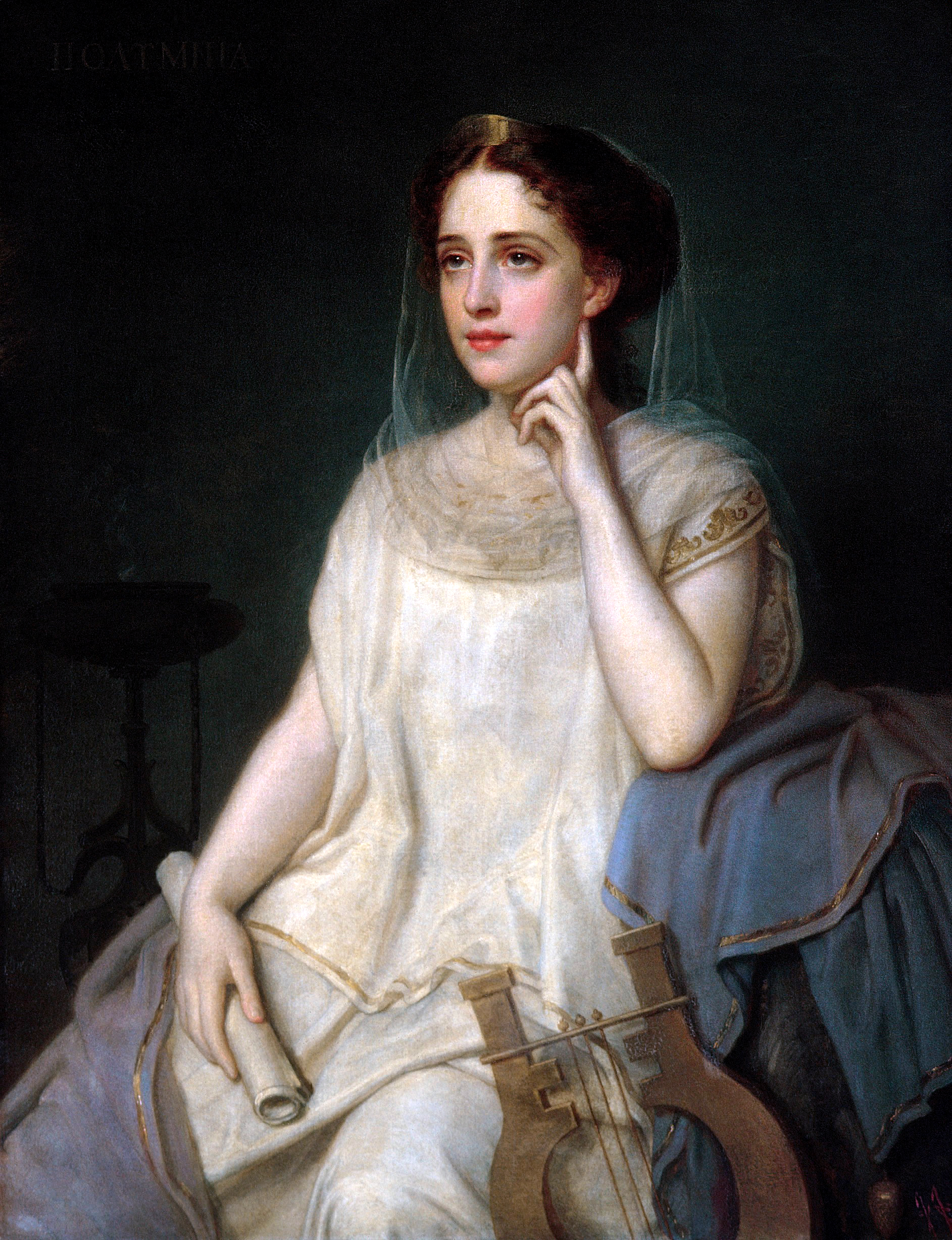
ジュゼッペ・ファニャーニ『ポリュムニアー』（1869年） メトロポリタン美術館所蔵
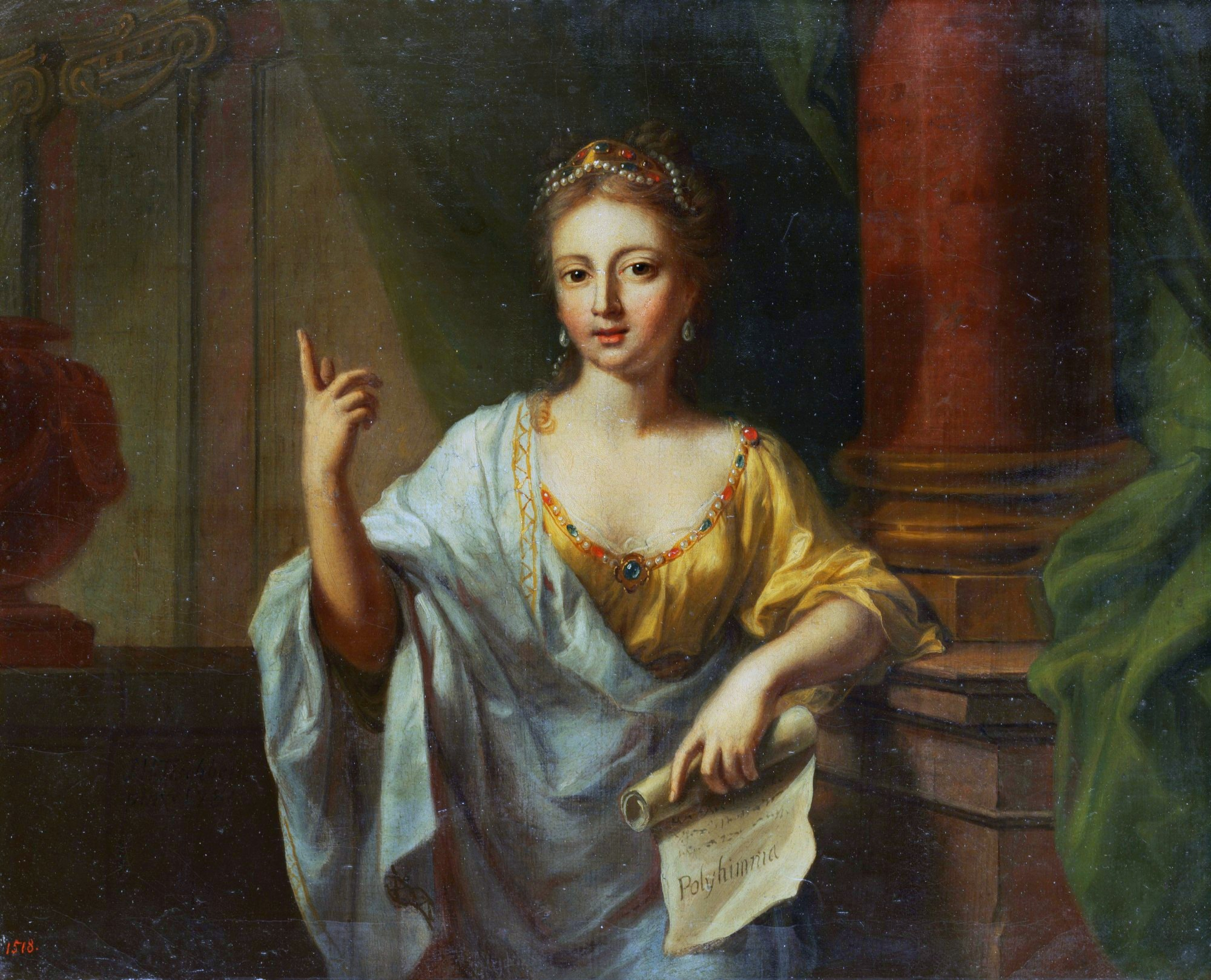
ヨハン・ハインリヒ・ティシュバイン『ポリュムニアー』（1781年） カッセル市立美術館（英語版）所蔵
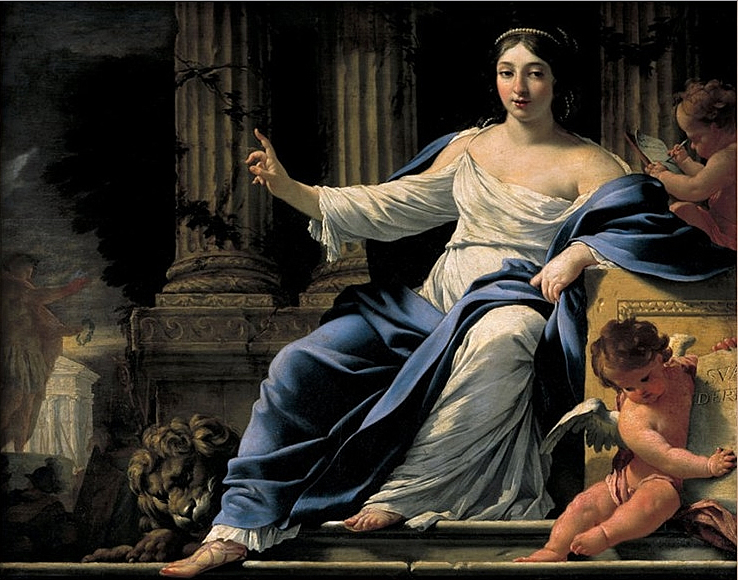
シモン・ヴーエ『ポリュムニアー』（1625年と1650年の間） ルーヴル美術館所蔵
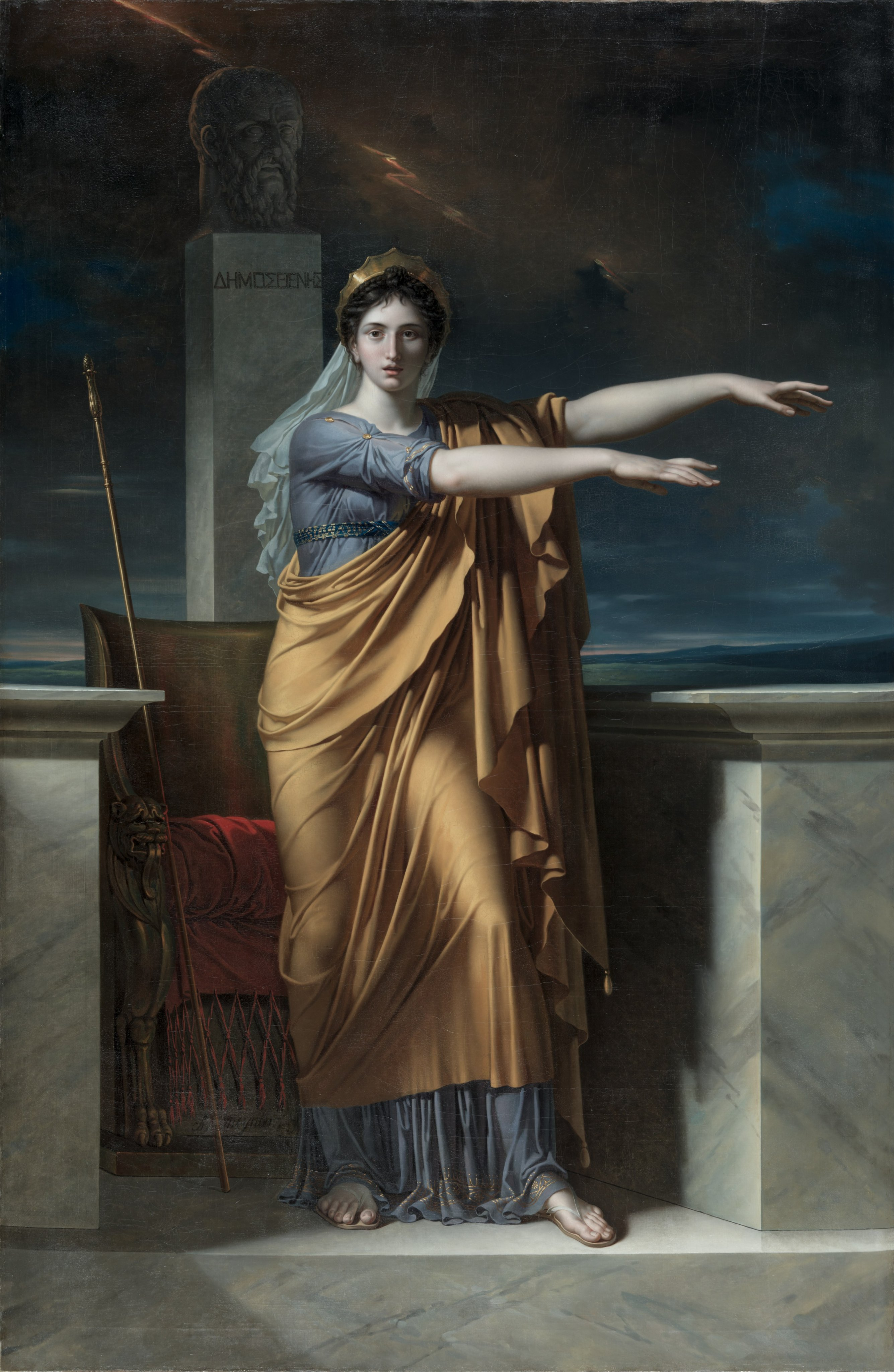
シャルル・メニエ『ポリュムニアー』（1800年） クリーブランド美術館所蔵
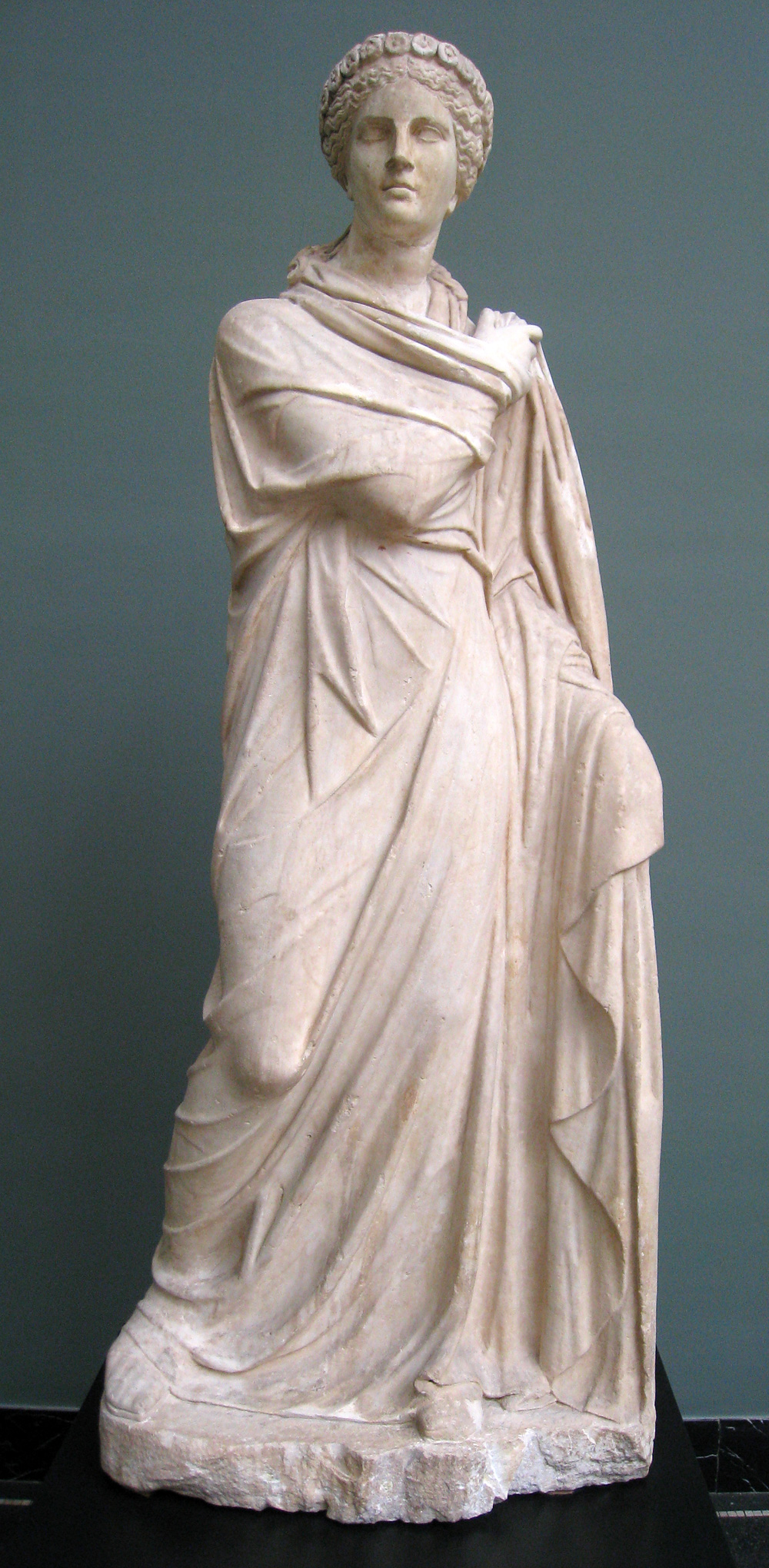
ポリュムニアーの像 ニイ・カールスベルグ・グリプトテク美術館所蔵
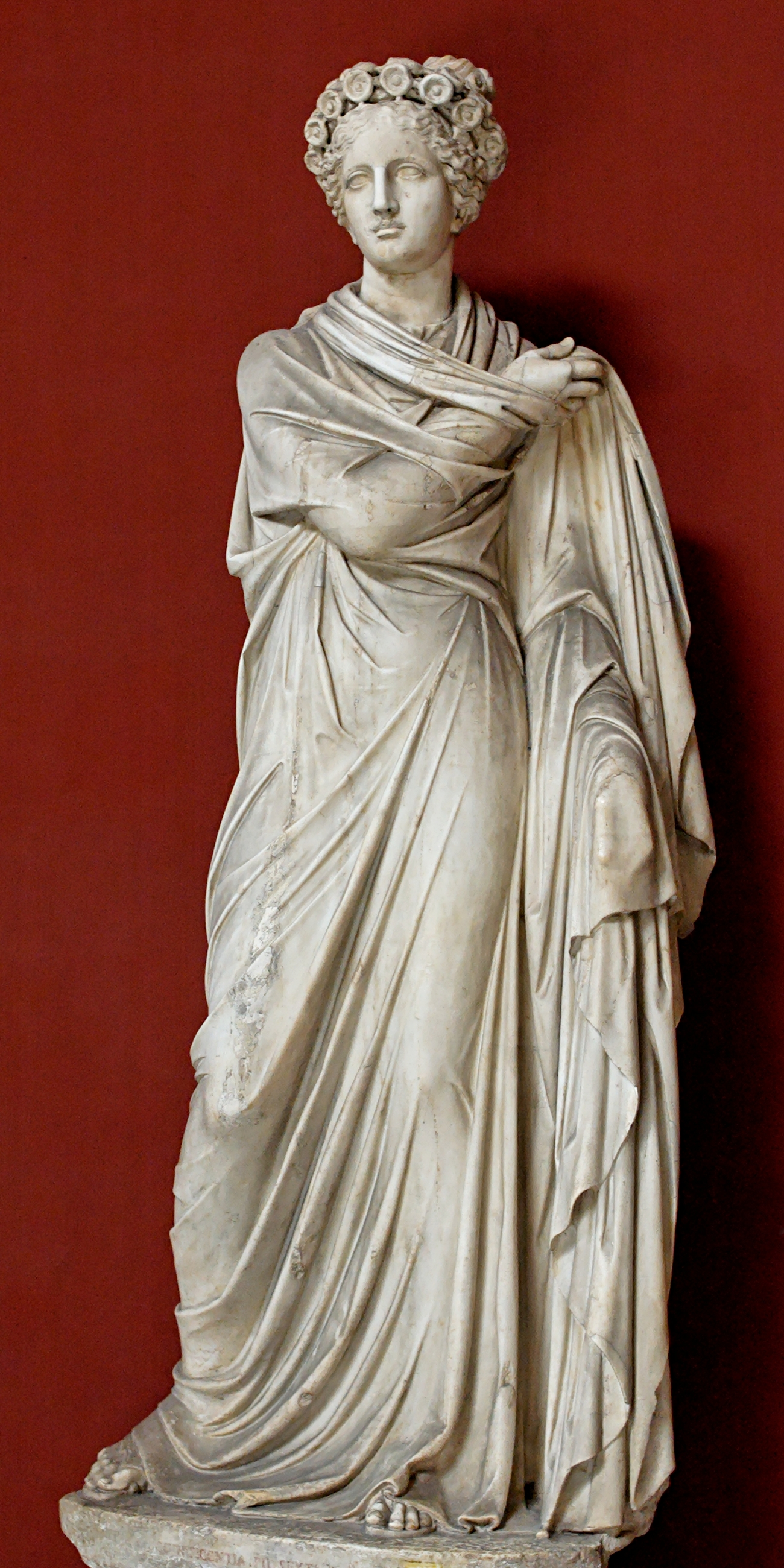
ポリュムニアーの像 バチカン美術館所蔵